# Ральф Капіцкі
Ральф Капіцкі (нім. Ralph Kapitzky; 28 червня 1915, Дрезден — 7 серпня 1943, Карибське море) — німецький офіцер-підводник, капітан-лейтенант крігсмаріне.

## Біографія
5 квітня 1935 року вступив на флот. З жовтня 1937 року служив в 806-й групі берегової авіації. В січні-червні 1941 року пройшов курс підводника. В червні-листопаді 1941 року — 1-й вахтовий офіцер на підводному човні U-93. З грудня 1941 по січень 1942 року пройшов курс командира човна. З 26 березня 1942 року — командир U-615, на якому здійснив 4 походи (разом 221 день в морі). 7 серпня 1943 року U-615 був потоплений в Карибському морі північно-західніше Гренади (12°38′ пн. ш. 64°15′ зх. д.) глибинними бомбами 5 американських летючих човнів «Марінер» і одного бомбардувальника «Вентура». 43 члени екіпажу були врятовані врятовані, 4 (включаючи Капіцкі, який перебував на містку і командував обороною човна) загинули.
Всього за час бойових дій потопив 4 кораблі загальною водотоннажністю 27 231 тонну.
| Дата           | Назва корабля    | Тип               | Тоннаж | Вантаж | Екіпаж | Загинули | Країна             | Конвой  |
| -------------- | ---------------- | ----------------- | ------ | --- | ------ | -------- | ------------------ | ------- |
| 11 жовтня 1942 | El Lago          | Торговий пароплав | 4,221  | Баласт | 59     | 57       | Панама             | ONS-136 |
| 23 жовтня 1942 | Empire Star      | Торговий теплохід | 12,656 | 10 555 тонн державних припасів і генеральних вантажів, включаючи 2000 мішків пошти, боєприпаси і літак як палубний вантаж | 103    | 42       | Британська імперія |         |
| 11 квітня 1943 | Edward B. Dudley | Торговий пароплав | 7,177  | 4000 тонн боєприпасів, провізії і бавовни                                                                                 | 69     | 69       | США                | HX-232  |
| 28 липня 1943  | Rosalia          | Паровий танкер    | 3,177  | Сира нафта | 36     | 23       | Нідерланди         |         |

## Звання
- Кандидат в офіцери (5 квітня 1935)
- Морський кадет (25 вересня 1935)
- Фенріх-цур-зее (1 квітня 1936)
- Оберфенріх-цур-зее (1 січня 1938)
- Лейтенант-цур-зее (1 квітня 1938)
- Оберлейтенант-цур-зее (1 жовтня 1939)
- Капітан-лейтенант (1 червня 1942)

## Нагороди
- Медаль «За вислугу років у Вермахті» 4-го класу (4 роки)